# 上坂尚书墓
上坂尚书墓，又名林聪墓，是位于中国福建省宁德市蕉城区八都镇上坂村的一座明代古墓葬，墓主为明朝刑部尚书林聪。始建于成化二十年（1487年），清朝乾隆十五年（1750年）重修。1980年，宁德县人民政府将该墓葬公布为第一批县级文物保护单位，2013年，福建省人民政府将其公布为第八批福建省文物保护单位。
上坂尚书墓由明朝于成化二十二年（1487年）敕工部营建赐祭。清朝乾隆十五年（1750年）重修。墓坐东南向西北，平面呈“风”字形，由墓冢、墓碑、石象生、神道、享堂、碑亭、石砌禁墙等组成，占地面积312平方米。墓体石构，尚存石像生三对及墓志铭碑和神道碑各一通。